# Vlagkolibrie
De vlagkolibrie (Loddigesia mirabilis) is een vogel uit de familie Trochilidae (kolibries). Deze kolibrie werd in 1847 door de Franse vogelkundige Jules Bourcier geldig beschreven. Het is een bedreigde, endemische vogelsoort uit Peru. 

## Kenmerken
Het mannetje is 15 tot 17 cm lang, inclusief de 11 tot 13 cm lange staartveren, het vrouwtje is 9 tot 10 cm lang met een staart van 5 tot 7 cm. De vogel weegt gemiddeld 3 g. Het mannetje heeft twee donkerpaarse verlengde staartveren met een vlag aan het eind. Deze sierveren kruisen elkaar. Verder is het mannetje groen van boven en op de flanken. De keel is glanzend groenblauw en op de kruin prijkt een blauw kuifje. Het vrouwtje is egaal licht van onder, groen van boven. Zij heeft wel verlengde staartveren maar korter en zonder vlag. De vogel lijkt op het vlagstaartpluimbroekje (Ocreatus underwoodii), maar die is donkerder en egaal groen.

## Verspreiding en leefgebied
Deze soort is endemisch in bossen en zones met struikgewas tussen de 2100 en 2900 m boven zeeniveau van de oosthellingen van de Andes in de regio's Amazonas en San Martín in het noorden van  Peru.

## Status
De vlagkolibrie heeft een beperkt verspreidingsgebied en daardoor is de kans op uitsterven aanwezig. De grootte van de populatie werd in 2016 door BirdLife International geschat op 250 tot 1000 volwassen individuen en de populatie-aantallen nemen af door habitatverlies. Het leefgebied wordt aangetast door ontbossing waarbij natuurlijk bos wordt omgezet in gebied voor agrarisch gebruik zoals de teelt van hennep en koffie. Daarnaast is er jacht op de mannetjes van deze vogels omdat zij onderdeel zijn van een afrodisiacum volgens de traditionele geneeskunst. Om deze redenen staat deze soort als bedreigd op de Rode Lijst van de IUCN.